# اولیور تامبو
اولیور تامبو (انگلیسی: Oliver Tambo؛ ۲۷ اکتبر ۱۹۱۷ – ۲۴ آوریل ۱۹۹۳) سیاستمدار و انقلابی اهل آفریقای جنوبی بود.
او از سال ۱۹۶۷ تا ۱۹۹۱ رئیس کنگره ملی آفریقا (ANC) بود.